# Guy Mitchell
Guy Mitchell, född Albert George Cernik den 22 februari 1927 i Detroit, Michigan, död 1 juli 1999 i Las Vegas, Nevada, var en amerikansk popsångare med kroatiskt ursprung.

## Diskografi (urval)
Singlar (topp 30 på hitlistan)
- 1950 – "My Heart Cries For You" (#2)
- 1950 – "The Roving Kind" (#4)
- 1951 – "You're Just in Love" (med Rosemary Clooney) (#24)
- 1951 – "Sparrow In The Treetop" (#8)
- 1951 – "Christopher Columbus" (#27)
- 1951 – "Unless" (#17)
- 1951 – "My Truly, Truly Fair" (#2)
- 1951 – "Belle, Belle, My Liberty Belle" (#9)
- 1951 – "Sweetheart Of Yesterday" (#23)
- 1951 – "There's Always Room At Our House" (#20)
- 1951 – "I Can't Help It" (#28)
- 1952 – "Pittsburgh, Pennsylvania" (#4)
- 1952 – "The Day Of Jubilo" (#26)
- 1952 – "Feet Up (Pat Him on the Po-Po)" (#14)
- 1952 – "'Cause I Love You, That's A-Why" (#24)
- 1953 – "She Wears Red Feathers" (#19)
- 1953 – "Tell Us Where The Good Times Are" (#23)
- 1956 – "Ninety Nine Years (Dead Or Alive)" (#23)
- 1956 – "Singing the Blues" (#1, nio veckor 1956-1957)
- 1957 – "Knee Deep In The Blues" (#16)
- 1957 – "Take Me Back Baby" (#47)
- 1957 – "Rock-A-Billy" (#10)
- 1959 – "Heartaches By The Number" (#1, två veckor 1959)
- 1960 – "My Shoes Keep Walking Back To You" (#45)